# Airline Tycoon (seria)
Airline Tycoon – seria ekonomicznych gier komputerowych niemieckiej firmy Spellbound Entertainment polegająca na zarządzaniu linią lotniczą. Gry z serii cechuje kolorowa grafika, duża dawka humoru oraz stosunkowo mały nacisk na dbałość o finanse czy statystykę.
Seria składa się z dwóch gier: Airline Tycoon (1998) oraz Airline Tycoon 2 (2011).
Ponadto pierwsza część otrzymała trzy samodzielne dodatki: Airline Tycoon First Class (2001), Airline Tycoon Evolution (2002) i Airline Tycoon Deluxe (2003).

## Rozgrywka
Celem gracza jest stworzenie, a następnie zarządzanie linią lotniczą. Osiągamy to zatrudniając personel, kupując nowe lub używane samoloty, ustalając trasy lotu oraz realizując zlecenia biur podróży. Gracz wciela się w jednego z czterech konkurujących ze sobą właścicieli linii lotniczych. Poza standardowymi metodami konkurowania zostały również oddane nielegalne sposoby zwalczania konkurencji, takie jak na przykład przebijanie opon w samolotach innych linii lotniczych. W każdej części gracz otrzymuje szereg misji do wykonania, ponadto w dodatku Airline Tycoon First Class i kolejnych wydaniach serii jest możliwość rozgrywki wieloosobowej.

## Gry z serii
| Tytuł                      | Data wydania | Platformy                           | Wydawca       |
| -------------------------- | ------------ | ----------------------------------- | ------------- |
| Airline Tycoon             | 1998         | Microsoft Windows                   | Infogrames    |
| Airline Tycoon First Class | 2001         | Microsoft Windows                   | Monte Cristo  |
| Airline Tycoon Evolution   | 2002         | Microsoft Windows                   | Monte Cristo  |
| Airline Tycoon Deluxe      | 2003         | Microsoft Windows, OS X, Linux, iOS | RuneSoft      |
| Airline Tycoon 2           | 2011         | Microsoft Windows                   | Kalypso Media |

### Airline Tycoon
Jest to pierwsza gra z serii, pozwala na zagranie w kampanii dla pojedynczego gracza składająca się z dziewięciu różnorodnych misji. Przykładowym celem misji to przewiezienie odpowiedniej liczby osób lub budowa promu kosmicznego. Gra została wydana w pełnej polskiej wersji językowej.
Grafika w grze jest dwuwymiarowa, stylizowana na komiks, kwestie mówione wypowiadane są przez aktorów. Nie ma możliwości ustawienia innej niż standardowa rozdzielczość (640x480).

### Airline Tycoon First Class
Jest to pierwszy dodatek do Airline Tycoon. Największą różnicą względem poprzednika jest dodanie trybu wieloosobowego. Ponadto rozszerzenie dodaje 10 nowych misji oraz możliwość transportu towarów.
Airline Tycoon First Class posiada również misje z wersji podstawowej gry, więc nie wymaga jej do poprawnego działania.

### Airline Tycoon Evolution
Drugi dodatek wydany w roku 2002. Dodaje on do kampanii dziesięć nowych misji. Rozszerzenie wprowadza dodatkowo możliwość projektowania własnych samolotów oraz zabezpieczanie floty przed próbami sabotażu. Gra została wydana w pełnej polskiej wersji językowej.
Airline Tycoon Evolution podobnie jak poprzedni dodatek nie wymaga podstawowej wersji gry.

### Airline Tycoon Deluxe
Ostatni dodatek do pierwszej części gry. Jest to jedyna gra z serii, która została wydana na inną platformę niż Microsoft Windows, jednocześnie nie wprowadzając żadnych większych zmian do serii – główną różnicą jest dodanie dwudziestu nowych lotnisk.

### Airline Tycoon 2
Gra wprowadza serię w grafikę trójwymiarową oraz dwóch pomocników o przeciwnych poglądach, których głównym zadaniem jest podsuwanie graczowi skrajnie różnych rozwiązań i metod działania.
Gra została wydana w pełnej polskiej wersji językowej.